# Joe Lynn Turner
Joe Lynn Turner, né le 2 août 1951 à Hackensack dans le New Jersey, est un chanteur  américain de rock, connu pour sa collaboration avec Ritchie Blackmore au sein des groupes Rainbow et Deep Purple (Mark V).

## Biographie
Né Joseph Arthur Mark Linquito, il est le chanteur du groupe Fandango de 1976 à 1980 avec lequel il réalise quatre albums entre 1977 et 1980.
En 1980, il reçoit un appel de Ritchie Blackmore (ex-Deep Purple), qui, après le départ de Graham Bonnet, est à la recherche d'un nouveau chanteur pour son groupe Rainbow. Joe enregistre 3 albums studio avec Rainbow de 1981 à 1983, desquels sont issus les hits : Stone Cold, I Surrender, Spotlight Kid, Can't Let You Go et Street Of Dreams.
En 1984, Ritchie Blackmore fait partie de la reformation du Mk2 de Deep Purple, laissant libre cours à Joe pour entamer une carrière solo dont le premier album est Rescue You 1985.
En 1987, Joe devient le chanteur du Rising Force de Yngwie Malmsteen pour l'album Odyssey qui reste à ce jour le plus gros succès commercial du virtuose suédois.
En 1989, il est rappelé par Ritchie Blackmore au sein de Deep Purple pour remplacer Ian Gillan, au profit duquel il est finalement renvoyé en 1992.
Il mène depuis une prolifique carrière solo collaborant notamment avec Glenn Hughes et Nikolo Kotzev.
Le 8 avril 2016, Deep Purple est intronisé au Rock and Roll Hall of Fame mais cette distinction ne s'étend pas à tous les membres du groupe : les seuls concernés sont Ritchie Blackmore, Ian Gillan, Roger Glover, Ian Paice, Rod Evans, Glenn Hughes, David Coverdale et Jon Lord à titre posthume. Joe Lynn Turner, qui a passé plus de temps comme membre du groupe que Rod Evans n'est pas récompensé, à la différence de ce dernier.
Joe Lynn Turner révèle lors d'interviews en 2022 qu'il a perdu tous ses cheveux à l'âge de quatorze ans à cause d'une alopécie totale (alopecia totalis), et qu'il porte donc une perruque depuis cet âge ; depuis 2022 il décide d'apparaître en public sans cheveux.

## Discographie

### En solo
- 1985 : Rescue You
- 1990 : Untitled 2nd Album (Unreleased)
- 1995 : Nothing's Changed
- 1997 : Under Cover
- 1998 : Hurry Up and Wait
- 1999 : Under Cover 2
- 2000 : Holy Man
- 2001 : Slam
- 2003 : JLT
- 2005 : The Usual Suspects
- 2007 : Second Hand Life
- 2008 : Live In Germany
- 2022 : Belly Of The Beast

### Fandango
- 1977 : Fandango
- 1978 : Last Kiss
- 1979 : One Night Stand
- 1980 : Cadillac

### Rainbow
- 1980 : Difficult to Cure
- 1981 : Jealous Lover EP
- 1982 : Straight Between the Eyes
- 1983 : Bent Out of Shape
- 1983 : Finyl Vinyl

### Yngwie Malmsteen
- 1988 : Odyssey
- 1989 : Trial by Fire: Live in Leningrad
- 1996 : Inspiration

### Brazen Abbot
- 1996 : Eye of the Storm
- 1997 : Bad Religion
- 2003 : Guilty as Sin
- 2004 : A Decade of Brazen Abbot
- 2005 : My Resurrection

### Deep Purple
- 1990 : Slaves & Masters

### Mother's Army
- 1993 : Mother's Army
- 1997 : Planet Earth
- 1998 : Fire On The Moon

### Hughes Turner Project
- 2002 : HTP
- 2002 : Live In Tokyo
- 2003 : HTP 2

### Jan Holberg Project
- 2011 : Sense Of Time

### Sunstorm
- 2006 : Sunstorm
- 2009 : House Of Dreams
- 2012 : Emotional Fire
- 2016 : Edge Of Tomorrow

### Participations
- 1989 : Intuition  avec TNT (chœurs)
- 1992 : Realized Fantasies avec TNT (chœurs)
- 2005 : Made In Moscow avec Michael Men Project
- 2006 : Fire Without Flame avec Akira Kajiyama
- 2007 : Cem Köksal featuring Joe Lynn Turner - LIVE!! avec Cem Köksal
- 2013 : Mystery Of Time avec Avantasia
- 2022 : Revel In Time avec Star One (Arjen Lucassen)